# Heterochroma thermida
Heterochroma thermida là một loài bướm đêm trong họ Noctuidae.